# Lasinja
Lasinja je općina u Hrvatskoj, u Karlovačkoj županiji.

## Zemljopis
Općina Lasinja smještena je u središnjemu Pokuplju, na desnoj obali rijeke Kupe.

## Stanovništvo
Prema narodnosnome sastavu apsolutnu većinu čine Hrvati.
| broj stanovnika | 3259  | 3718  | 3559  | 3905  | 4237  | 4562  | 4255  | 4973  | 3735  | 4032  | 3928  | 3666  | 3227  | 2821  | 1938  | 1624  | 1322  |
|                 | 1857. | 1869. | 1880. | 1890. | 1900. | 1910. | 1921. | 1931. | 1948. | 1953. | 1961. | 1971. | 1981. | 1991. | 2001. | 2011. | 2021. |

| broj stanovnika | 594   | 690   | 852   | 623   | 688   | 732   | 729   | 885   | 599   | 625   | 633   | 624   | 597   | 550   | 579   | 573   | 542   |
|                 | 1857. | 1869. | 1880. | 1890. | 1900. | 1910. | 1921. | 1931. | 1948. | 1953. | 1961. | 1971. | 1981. | 1991. | 2001. | 2011. | 2021. |

## Uprava
Općina Lasinja obuhvaća mjesto Lasinju te sela Desni Štefanki, Desno Sredičko, Crna Draga, Novo Selo Lasinjsko, Prkos Lasinjski, Banski Kovačevac i Sjeničak Lasinjski.

## Povijest
Lasinjska kultura, eneolitička kultura nazvana je prema Lasinji. Na lokalitetu Talijanovo brdo pronađeni su ostatci prapovijesnog naselja, jamsko-zemuničkog tipa s nalazima osobito dekorativne keramike.
U Domovinskomu ratu Lasinja je pretrpjela velika razaranja i stradavanja te progon hrvatskoga stanovništva. Dana 5. kolovoza 1991. velikosrbi su prvi put napali Lasinju i postrojbe 110. brigade.
U ranijoj povjesti naselje je bilo poznato kao župno (katoličko vjersko) i vojnokrajiško središte za vrijeme Hrvatske vojne krajine (granice).

## Gospodarstvo
Poljodjelstvo, kamenolom i turizam najvažnije su gospodarske grane razvoja općine.

## Poznate osobe
- Lasinjski Graničari (najslavniji elitni vojnici Hrvatske Vojne krajine).

## Spomenici i znamenitosti
- Spomenik palim Hrvatskim braniteljima iz Domovinskoga rata
- Lasinjska katolička župna crkva
- Klauzorni samostan Kćeri Srca Isusova

## Obrazovanje
Lasinja ima Osnovnu školu »Antun Klasinc«, koja je dovršena još 1991., ali je svečano otvorena 1997. godine. Iako je 1991. godine bila opremljena namještajem i ostalom opremom te predana učiteljima i učenicima na korištenje, osujećena ratnim zbivanjima i razaranjem, svoje prve učenike primila je tek 8. rujna 1997. Dan škole obilježava se na dan Sv. Antuna.

## Kultura
- KUD »Antun Klasinc« Lasinja

## Šport
- NK Lasinja

## Vanjske poveznice
- Službene stranice općine Lasinja